# Cammarata
Cammarata – miejscowość i gmina we Włoszech, w regionie Sycylia, w prowincji Agrigento.
Według danych na styczeń 2010 gminę zamieszkiwały 6443 osoby przy gęstości zaludnienia 33,6 os./1 km².

## Zabytki
- kościół św. Mikołaja z Bari